# Bełcząc (Varmie-Mazurie)
Pour les articles homonymes, voir Bełcząc.
Bełcząc est un village polonais de la gmina de Biała Piska, dans le powiat de Pisz, voïvodie de Varmie-Mazurie, au nord-est du pays.
Il est situé à environ 18 km à l'est de Pisz et à 106 km à l'est de la capitale régionale Olsztyn.
Sa population s'élève à 170 habitants[Quand ?].